# Danny Lloyd
Daniel Edward Sidney "Danny" Lloyd, född 13 oktober 1972 i Tremont i Tazewell County, Illinois, är en amerikansk före detta barnskådespelare. Han är mest känd för sin roll som Danny Torrance i The Shining (1980). Han är idag lärare i naturvetenskap.